# Леки крайцери тип „Кливланд“
Кливланд (на английски: Cleveland) са тип леки крайцери на ВМС на САЩ от времето на Втората световна война. Най-многобройната серия крайцери в историята. Първоначално са поръчани 30 единици, а след това поръчката е увеличена до 52 броя. В крайна сметка са построени 27 кораба от този тип: „Кливланд“ (на английски: USS Cleveland (CL-55)), „Колумбия“ (на английски: USS Columbia (CL-56)), „Монпелие“ (на английски: USS Montpelier (CL-57)), „Денвър“ (на английски: USS Denver (CL-58)), „Амстердам“ (на английски: USS Amsterdam (CL-101)), „Санта Фе“ (на английски: USS Santa Fe (CL-60)), „Талахаси“ (на английски: USS Tallahassee (CL-61)), „Бирмингам“ (на английски: USS Birmingham (CL-62)), „Мобил“ (на английски: USS Mobile (CL-63)), „Вансен“ (на английски: USS Vincennes (CL-64)); „Пасадина“ (на английски: USS Pasadena (CL-65)); „Спрингфийлд“ (на английски: USS Springfield (CL-66)), „Топика“ (на английски: USS Topeka (CL-67)), „Уилкс-Бар“ (на английски: USS Wilkes-Barre (CL-103)), „Портсмът“ (на английски: USS Portsmouth (CL-102)), „Дейтън“ (на английски: USS Dayton (CL-105)), „Атланта“ (на английски: USS Atlanta (CL-104)), „Билокси“ (на английски: USS Biloxi (CL-80)), „Хюстън“ (на английски: USS Houston (CL-81)), „Провидънс“ (на английски: USS Providence (CL-82)), „Манчестър“ (на английски: USS Manchester (CL-83)); „Литъл Рок“ (на английски: USS Little Rock (CL-92)); „Оклахома Сити“ (на английски: USS Oklahoma City (CL-91)), „Виксбърг“ (на английски: USS Vicksburg (CL-86)), „Дълют“ (на английски: USS Duluth (CL-87)), „Маями“ (на английски: USS Miami (CL-89)); „Астория“ (на английски: USS Astoria (CL-90)). „Галвистън“ (на английски: USS Galveston (CL-93)) е достроен едва през 1958 г. като ракетен крайцер CLG-3. Явяват се развитие на крайцерите от типа „Бруклин“. Големият им брой се обяснява не с изключителните достойнства на проекта, а с решението, прието през 1940 г. от командването на флота – за ускоряване на работите да се строят вариации на вече съществуващи кораби. Ниската устойчивост така и остава „ахилесова пета“ на тези крайцери за цялото време на тяхната служба. Вероятно, именно поради това те имат и къса следвоенна служба. Почти всички те са предадени за скрап в относително млада възраст.
Още 2 единици са достроени по проекта „Фарго“. Освен това още 9 единици са достроени като леки самолетоносачи от типа „Индипендънс“.

## История на създаването
През септември 1939 г. избухва войната в Европа, всички договорни ограничения отпадат и за да не се губи време, вместо нов проект, е решено да се вземе като основа проекта на крайцера „Хелена“, усилвайки неговото тежко зенитно въоръжение. Големият брой построени крайцери в никакъв случай не е свидетелство за качествата на конструкцията, това е военновременна потребност, за брой единици.

## Конструкция
В много справочници се срещат грешни, често фантастични данни за тези крайцери. Така например им се приписва наличието на брониран пояс от първата до последната кула, две броневи палуби: 76,2 и 51 mm, 127 mm броня на кулите на 203 mm на рубката: разбира се тези цифри нямат никаква връзка с реалността. Греши се и за далечината на плаване 14 000 мили на 15 възела, реалната далечина съставлява 8640 мили на същия ход.
„Кливландите“ имат гладкопалубен, със седловатост, корпус, такъв подход към проектирането на корпусите от 1930-те години става характерна черта на американската корабостроителна школа и се използва при корабите от най-различни класове – от разрушителите до линкорите от типа „Айова“. Корпусът е набран по надлъжната схема. По цялата дължина на корпуса върви двойно дъно, преминаващо в двоен борд, достигащ в краищата до първата платформа.
Новите крайцери имат същата дължина, както при „Хелена“, но ширината е увеличена с 1,4 m, тъй като още стадия на проектирането възникват сериозни съмнения относително устойчивостта, увеличението на ширината, без съответното увеличение на дължината, трябва да повлече след себе си намаляване на скоростта почти с цял възел, сравнено с 33,5 възела, получени от „Хелена“ на изпитанията, но плановете са, че водоизместимостта ще намалее до 9520 дълги тона и те ще бъдат с 230 тона по-леки от „Хелена“, а загубата на скорост ще е в рамките на не повече от 0,1 възела. Както и на „Сенйт Луис“ в първоначалния проект е планирано само два турбогенератора, но с мощност по 600 кВт, и два дизел-генератора, общата мощност на всички електрогенератори, както и на „Хелена“ трябва да съставлява 2200 кВт, но в окончателния проекте, от 4 март 1940 г., крайцерите получават четири турбогенератора с мощност по 600 кВт и два дизел-генератора, които имат мощност по 250 кВт.
Обаче, при детайлното проектиране, оценката на масата на силовата установка се увеличава от 1590 до примерно 1730 тона и вече не може да се говори за намаление във водоизместимостта.
На първите кораби откритите мостици са поставени на покрива на щурманската рубка, и са съхранени бойните рубки, на последващите кораби, за намаляване на претоварването, бойни рубки няма. Характерна особеност на типа е липсата на илюминатори, това е направено за повишаване на живучестта. Височината на надводния борд, при нормална водоизместимост поради претоварването, съставлява едва 7,6 m в носа (срещу 9,45 m при крайцера „Белфаст“ и 8,2 m при „Бруклин“) и само 5,6 m на мидъла и 6,4 m в кърмата. Метацентричната височина на изпитанията на крайцера „Монтпелие“ за стабилност, през август 1942 г., съставя 1,42 m при пълно натоварване (13 897 д. тона), на крайцера „Винсенс“ 1,49 m при 14 141 д. тона.
Машинната установка остава четиривална ТЗА с мощност 100 000 к.с. Първоначалният проект предвижда поставянето на турбини за икономичен ход и първите кораби на серията ги получават, което трябва да подсигури плаване от 11 000 мили на 15 възела. Обаче надделява мнението, че крайцерските турбини не могат да поддържат висока крайцерска скорост във военното време и икономията от тяхното използване е малка. Още повече, стратегическите материали и производствените мощности са ограничени и на последващите кораби, започвайки от CL 57, турбините за икономичен ход не се поставят, а на по-ранните крайцери тези турбини са демонтирани. Разположението на машините е съхранено, както на CL49. Но дължината на машинните отделения е увеличена в сравнение с „Бруклин“, за да се избегне теснотията. Главен минус на новата компоновка стават влошените условия за обитаемост, тъй като силовата установка заема повече пространство. Екипажът, според първоначалните изчисления, трябва да нарасне до 980 души, а всъщност кубриците поемат не повече от деветстотин. В проекта се предвижда, за компенсация на високата маса, нараснала по сравнение със „Сейнт Луис“, изготвянето на надстройките от алуминиеви сплави, но в условията на военното време надстройките са направени стоманени, което води до ръст на стандартната водоизместимост до 11 734 д. тона (практически толкова, колкото при „Судзуя“ в битието му на тежък крайцер и повече, отколкото когато е лек). Независимо от желанието за икономии, в сравнение с „Хелена“, това не е успешно, тъй като „Манчестър“ струва 34 055 871 $.
Увеличен в сравнение с „Бруклините“, почти път и половина, екипажът страда от влошаване на условията за обитаемост. „Кливландите“ стават нелюбими крайцери. Този проблем е решен едва при типа „Фарго“: там не само вместо половината хангар правят допълнителни кубрици, но и намаляват екипажа до 992 души.

### Въоръжение
Дванадесет 152 mm оръдия Мк. 16 в триоръдейни кули. Оръдията 152 mm/47 Мк. 16 са снабдявани с четири типа снаряди: бронебойни, полубронебойни (common) и два типа фугасни (с дистанционен взривател и с ударно действие). Полубронебойните носят 2,3% ВВ, фугасните 13%. Масата на всички типове снаряди е 46,7 kg, на заряда – 14,5, месинговата гилза тежи 12,8 kg. Началната скорост за всички снаряди е 812 m/s, максимална далечина на стрелбата е 21 473 m. По-късно за Мк. 16 е създаден „свръхтежък“ бронебоен снаряд с тегло 59 kg (боен заряд 0,9 kg или 1,53%). Диапазона на ъглите, при които се осъществява зареждането е от −5 до 20°. При ъгъл на възвишение над 20° скорострелността пада от осем до пет изстрела на минута, поради което оръдията не могат да се използват като зенитни. Оръдията имат индивидуални люлки, но трансмисията за вертикално насочване е обща. Макар и оръдията да могат да се вдигат по-високо, амбразурите ограничават ъгъла на възвишение на 41°. Кулите са прекалено тесни, с разстояние между осите на оръдията от 1,4 m, а това води до увеличение на разсейването на снарядите при залп.
Първите „Кливланди“, както и „Хелена“ (CL-50 Helena), носят новите 127/38 универсални оръдия в сдвоените установки Мк. 32 mod 0 (наистина дванадесетте броя са напълно линкорна норма), но тези двуоръдейни установки изстрелват само с 60% повече снаряди на установка, отколкото еднооръдейните 127/25 на „Бруклин“. Разположението повтаря типа „Балтимор“, с малката разлика, че двете кули са поместени на диаметралната плоскост не могат да стрелят над носовата и кърмовата групи артилерия на главния калибър.

#### Зенитни автомати
Лекото зенитно въоръжение първоначално е ограничено до 12,7 mm картечници, съгласно уточнения проект крайцерите трябва да носят четири учетворени 28 mm автомата и 200-тонен баласт за съхранение на устойчивостта, но проектното въоръжение не получава нито един крайцер, за това, че още преди влизането в строй на първия крайцер ненадеждните 28 mm автомати са заменени на сдвоени 40 mm „бофорси“.
Първите крайцери получават 4×2 „Бофорса“ (сдвоените бофорси тежат малко повече отколкото „чикагското пиано“). На следващите крайцери броят на „бофорсите“ само се увеличава: CL57, 58, 60, 64 – 68, 81, 80 имат 4×4, 4×2, CL62 и 63 4×4, 6×2, CL106 и 107 6×4, 2×2, броя „ерликони“ е различен – от 13 до 21. Останалите крайцери получават стандартно въоръжение 4×4 и 6×2 „бофорса“ и 10 „ерликона“. Увеличението на числеността на екипажа повлича след себе си влошаване на битовите условия.

### Брониране
Общата маса на корабната броня съставлява 1568 тона – 13,18% от стандартната водоизместимост (при „Бруклин“ 1798 тона – 18,54%), за сравнение, за типа „Раймондо Монтекуколи“ този показател съставлява 1376 тона или 18,3%, а при „картонените крайцери“ е 11,3 – 11,5% от стандартната водоизместимост. Бронирането на крайцерите е „локално“, прикриващо само жизненоважните части на кораба с бронезащита. Бронирането като цяло повтаря „Бруклин“, но вертикалното брониране е значително ослабено, тъй като височината на късия главен пояс (не повече от 56 m) е намалена от 4,2 m до 2,7 m при същата дебелина (127 mm) и дължина, страните на кулите от 76 mm до 32, кърмовите от 38 до 32 mm. Хоризонталното брониране е оставено без изменения. По горния края на поясите върви палуба от 80-фунтова стомана с дебелина 49,8 mm, (в района на двойния борд има дебелина 43,6 mm (70#)), в района на кърмовите кули няма бронирана палуба. Зоната на свободно маневриране за 49 kg снаряди с начална скорост 853 m/s съставлява при курсов ъгъл 90° 47 – 108 кабелта. Против 203 mm (152 kg) снаряди на американските тежки крайцери зона на свободно маневриране отсъства. Носовият погреб се защитава от тесен подводен пояс с дебелина 51 mm. Траверсите: носови – 92,25 mm и кърмови – 127 mm. Усилват само защитата на кърмовите погреби (дебелината на вътрешната надлъжна преграда е 120 – 76 mm). Барбетите на кулите имат дебелина 152 mm, те са и снарядни погреби. Към зарядните погреби вървят 76 mm подаващи тръби. Кърмовият заряден погреб е прикрит с кутия със 120 mm странични стени с външен траверс от 92,25 mm и 120 – 76 mm вътрешен траверс и 51 mm покрив. Конструктивна противоторпедна защита няма.

### Енергетична установка
Силовата установка е паротурбинна четиривална. Всички кораби на типа в качество на главни механизми имат четири водотръбни котли „Бабкок и Уилкокс“ (на английски: Babcock & Wilcox), снабдяващи с пара 4 турбозъбчати агрегата на „Дженерал Eлектрик“ (GE), с обща мощност 100 000 к.с. Котлите са с параметри на парата (налягане – 43,7 kg/cm² (634 psi), температура– 454,4°С (850 °F)), която трябва да подсигури ход 32,5 възела. Силовата установка е ешелонен тип, такъв тип компоновка на установката, след инцидента с „HMS Hunter (1936)“, се използва в САЩ за корабите от най-различни класове – от разрушители до линкори. Реалната маса на установките на крайцерите този тип съставлява 1839 – 1959 дълги тона и тяхната тяговъоръженост е много голяма – 18,7 – 19,9 kg/к.с. повече не само отколкото на всеки един от чуждестранните крайцери, но дори и отколкото на „Бруклин“ (17,9 kg/к.с.).
Макар да има съмнения за достигането на проектната скорост, се предполага, че тези крайцери, както и „Бруклините“, ще превишат проектната скорост, но тук конструкторите ги очаква тежко разочарование. За сметка на това с маневреността всичко е наред.
Крайцерите не развиват проектната скорост, независимо от превишаването на проектната мощност, така например на изпитанията CL-80 развива скорост 31,93 възела при мощност 103 505 к.с. и водоизместимост 14 000 тона. Скоростта на болшинството крайцери по време на тяхната служба не надвишава 30 възела.
Пълният запас гориво, в сравнение с „бруклините“, намалява и съставлява 1504 – 2100 д. тона. Реалната далечина нараства незначително и съставлява при най-икономичните 8640 морски мили на ход 15 възела.
Както и при „Сейнт Луис“ в първоначалния проект е планирано само два турбогенератора, но с мощност по 600 кW, и два дизел-генератора, общата мощност на всички електро-генератори, както и на „Хелена“ трябва да бъде 2200 kW, но в окончателния си вид всички крайцери получават четири турбогенератора с мощност по 600 kW и два дизел-генератора, които имат мощност по 250 kW.

## Модернизации
Поставяно е допълнително радиолокационно оборудване. Свалят се „ерликони“, а се поставят допълнителни „бофорси“. Най-разпространеното въоръжение, сред тях, към май 1944 г. става следното: 4×4 и 6×2 „бофорса“ и 10 „еликона“.
По-близо към края на войната от крайцерите за снижаване на претоварването се сваля единият от катапултите и далекомерите от кули № 1 и № 4, но тези мерки са само капка в морето, тъй като е ослабена и противоосколъчната защита на постовете. Крайцерите, разбира се, не се преобръщат на служба, но резерв за последваща модернизация не остава.
В края на май 1943 г. в резултат на бойния опит, са поставени по два независими аварийни дизел-генератора с мощност по 60 kW на всички крайцери от този тип.

## История на службата
| Име             | Име                 | Фирма-строител        | Заложен           | Спуснат           | Влиза в строй     | Забележки                                             |
| --------------- | ------------------- | --------------------- | ----------------- | ----------------- | ----------------- | ----------------------------------------------------- |
| „Кливланд“      | CL-55 Cleveland     | New York Shipbuilding | 1 юли 1940        | 1 ноември 1941    | 15 юни 1942       |                                                       |
| „Колумбия“      | CL-56 Columbia      | New York Shipbuilding | 19 август 1940    | 17 декември 1941  | 29 юни 1942       |                                                       |
| „Монпелие“      | CL-57 Montpelier    | New York Shipbuilding | 2 декември 1940   | 12 февруари 1942  | 9 септември 1942  |                                                       |
| „Денвър“        | CL-58 Denver        | New York Shipbuilding | 26 декември 1940  | 4 април 1942      | 15 октомври 1942  |                                                       |
| „Амстердам“     | CL-59 Amsterdam     | New York Shipbuilding | 1 май 1941        | 22 август 1942    | -                 | достроен като самолетоносач: Independence (CV/CVL-22) |
| „Санта Фе“      | CL-60 Santa Fe      | New York Shipbuilding | 7 юни 1941        | 10 юни 1942       | 24 ноември 1942   |                                                       |
| „Талахаси“      | CL-61 Tallahassee   | New York Shipbuilding | 2 юни 1941        | -                 | -                 | достроен като самолетоносач: Princeton (CV/CVL-23)    |
| „Бирмингам“     | CL-62 Birmingham    | Newport News          | 17 февруари 1941  | 20 март 1942      | 29 януари 1943    |                                                       |
| „Мобил“         | CL-63 Mobile        | Newport News          | 14 април 1941     | 15 май 1942       | 24 март 1943      |                                                       |
| „Вансен“        | CL-64 Vincennes     | Bethlehem, Quincy     | 7 март 1942       | 17 юли 1943       | 21 януари 1944    | заложен с името Flint                                 |
| „Пасадина“      | CL-65 Pasadena      | Bethlehem, Quincy     | 6 февруари 1943   | 28 декември 1943  | 8 юни 1944        |                                                       |
| „Спрингфийлд“   | CL-66 Springfield   | Bethlehem, Quincy     | 13 февруари 1943  | 9 март 1944       | 9 септември 1944  |                                                       |
| „Топика“        | CL-67 Topeka        | Bethlehem, Quincy     | 21 април 1943     | 19 август 1944    | 23 декември 1944  |                                                       |
| „Ню Хейвън“     | CL-76 New Haven     | New York Shipbuilding | 11 август 1941    | -                 | -                 | достроен като самолетоносач: Belleau Wood (CV/CVL-24) |
| „Хънтингтън“    | CL-77 Huntington    | New York Shipbuilding | 17 декември 1941  | -                 | -                 | достроен като самолетоносач: Cowpens (CV/CVL-25)      |
| „Дейтън“        | CL-78 Dayton        | New York Shipbuilding | 29 декември 1941  | -                 | -                 | достроен като самолетоносач: Monterey (CV/CVL-26)     |
| „Уилмингтън“    | CL-79 Wilmington    | New York Shipbuilding | 13 март 1942      | -                 | -                 | достроен като самолетоносач: Cabot (CVL-28)           |
| „Билокси“       | CL-80 Biloxi        | Newport News          | 9 юли 1941        | 23 февруари 1943  | 31 август 1943    |                                                       |
| „Хюстън“        | CL-81 Houston       | Newport News          | 4 август 1941     | 19 юни 1943       | 20 декември 1943  | заложен с името Vicksburg                             |
| „Провиденс“     | CL-82 Providence    | Bethlehem, Quincy     | 27 юли 1943       | 28 декември 1944  | 15 май 1945       |                                                       |
| „Манчестър“     | CL-83 Manchester    | Bethlehem, Quincy     | 25 септември 1944 | 5 март 1945       | 29 октомври 1946  |                                                       |
| без име         | CL-84               | Federal, Kearny       | -                 | -                 | -                 | отменен                                               |
| „Фарго“         | CL-85 Fargo         | New York Shipbuilding | 11 април 1942     | -                 | -                 | достроен като самолетоносач: Langley (CVL-27)         |
| „Виксбърг“      | CL-86 Vicksburg     | Newport News          | 26 октомври 1942  | 14 декември 1943  | 12 юни 1944       | заложен с името Cheyenne                              |
| „Дълют“         | CL-87 Duluth        | Newport News          | 9 ноември 1942    | 3 януари 1944     | 18 септември 1944 |                                                       |
| без име         | CL-88               | Federal, Kearny       | -                 | -                 | -                 | отменен                                               |
| „Маями“         | CL-89 Miami         | Cramp                 | 2 август 1941     | 8 декември 1942   | 28 декември 1943  |                                                       |
| „Астория“       | CL-90 Astoria       | Cramp                 | 6 септември 1941  | 6 март 1943       | 17 май 1944       | заложен с името Wilkes-Barre                          |
| „Оклахома Сити“ | CL-91 Oklahoma City | Cramp                 | 8 декември 1942   | 20 февруари 1944  | 22 декември 1944  |                                                       |
| „Литъл Рок“     | CL-92 Little Rock   | Cramp                 | 6 март 1943       | 27 август 1944    | 17 юни 1945       |                                                       |
| „Галвистън“     | CL-93 Galveston     | Cramp                 | 20 февруари 1944  | 22 април 1945     | 28 май 1958       | влиза в строй като ракетен крайцер CLG-3              |
| „Янгстаун“      | CL-94 Youngstown    | Cramp                 | 4 септември 1944  | -                 | -                 | отменен                                               |
| „Бъфало“        | CL-99 Buffalo       | New York Shipbuilding | 31 август 1942    | -                 | -                 | достроен като самолетоносач: Bataan (CVL-29)          |
| „Нюарк“         | CL-100 Newark       | New York Shipbuilding | 26 октомври 1942  | -                 | -                 | достроен като самолетоносач: San Jacinto (CVL-30)     |
| „Амстердам“     | CL-101 Amsterdam    | Newport News          | 3 март 1943       | 25 април 1944     | 8 януари 1945     |                                                       |
| „Портсмът“      | CL-102 Portsmouth   | Newport News          | 28 юни 1943       | 20 септември 1944 | 25 юни 1945       |                                                       |
| „Уилкс-Бар“     | CL-103 Wilkes-Barre | New York Shipbuilding | 14 декември 1942  | 24 декември 1943  | 1 юли 1944        |                                                       |
| „Атланта“       | CL-104 Atlanta      | New York Shipbuilding | 25 януари 1943    | 6 февруари 1944   | 3 декември 1944   |                                                       |
| „Дейтън“        | CL-105 Dayton       | New York Shipbuilding | 8 март 1943       | 19 март 1944      | 7 януари 1945     |                                                       |

## Оценка на проекта
Крайцерите се оказват най-слабия проект на военното време. Набързо скалъпена военна импровизация, подчинена на две изисквания – по-бързо, по-мощно. Крайцерите са небалансирани – настъпателните качества на крайцерите се считат за приоритетни пред отбранителните. Независимо от спешното им построяване, крайцерите попадат не в тези боеве за които се проектират.
Лекото зенитно въоръжение е недостатъчно: два пъти по-малко, отколкото при „Балтиморите“, които са по-големи само с 2000 тона, и с шест ствола по-малко, отколкото при двойно по-малките „Атланти“. Крайцерите имат един специфичен недостатък, който другите флотове оставят още в броненосната епоха: носят като въоръжение два среднокалибрени оръдия с близки калибри, което затруднява пристрелката на средни и големи дистанции по една цел. Фридман пише по този повод, что много специалисти считат наличието на два близки калибъра за недостатък, и обратно, на първо място масата на снарядите се различава двойно, второ друг голям калибър зенитна артилерия просто няма в САЩ. Бронирането е ослабено в сравнение с прототипа. Лишени от мощта на „Бруклините“, те не стават зенитния щит за самолетоносачите. „Кливландите“ имат и много голямо строително претоварване.
Модернизационният потенциал на „Кливландите“ се оказва неголям, и за това те отиват за скрап по-рано от своите „по-големи братя“.
Защитата в пределите на силовата установка е по-лоша, отколкото при „Бруклин“, но все пак може да се счита за достатъчна, а в същото време незащитените носова и кърмова краища (с дължина 75 и 55 m съответно) могат да доведат до гибел на кораба в случай на подводни пробойни даже при условие, че кораба се намира в зоната на свободно маневриране и бронята не е пробита. Схемата на защита „всичко или нищо“ е предназначена за боеве на големи дистанции, в които крайцерите нямат шанс да участват. По опита на бойните действия незащитените краища лесно се разрушават даже от снарядите на разрушители и осколки, което води до обширни наводнявания. Наличието на напречни водонепроницаеми прегради малко помага, тъй като те също могат да бъдат пробити. Лошо се проявяват и като крайцери за ПВО, именно крайцер от типа „Кливланд“ не успява да опази подопечния си от един-единствен японски самолет. Екипажът на тях е огромен – два пъти повече, отколкото на „Атлантите“ и със сто души повече, отколкото на много по-мощните „Балтимори“. През 1947 г. тези нови крайцери (някои от които нямат и две години) са извадени в резерв, а в периода 1959 – 60 г. са дадени за скрап.

## Коментари
1. ↑  Всички данни се привеждат към момента на влизане в строй.
2. ↑  Съгласно международните договори тези крайцери не са леки, тъй като надвишават максималната възможна стандартна водоизместимост от 10 000 дълги тона.
3. ↑  Буквите показват принадлежността към определен класː ВВ – линкор, СС, CL, СА – съответно линеен, лек или тежък крайцер, CV – самолетоносач, DD – разрушител, SS – подводница и т.н.
4. ↑  Например Jane’s Fighting Ships от 1942 до 1956 г.